# WHL 2012/13
Die WHL-Saison 2012/13 war die 47. Spielzeit der Western Hockey League. Die reguläre Saison begann am 20. September 2012 und endete am 17. März 2012. Die Portland Winterhawks gewannen als punktbestes Team der Vorrunde die Scotty Munro Memorial Trophy. Die Play-offs begannen am 21. März 2013 endeten mit dem dritten Ed-Chynoweth-Cup-Gewinn der Portland Winterhawks am 12. Mai 2013, die sich im WHL-Finale gegen die Edmonton Oil Kings durchsetzten.

## Reguläre Saison

### Abschlusstabellen
Abkürzungen: GP = Spiele, W = Siege, L = Niederlagen, OTL = Niederlage nach Overtime, SOL= Niederlage nach Shootout, GF = Erzielte Tore, GA = Gegentore, Pts = Punkte

Erläuterungen:       = Play-off-Qualifikation,       = Division-Sieger,       = Conference-Sieger,       = Scotty-Munro-Memorial-Trophy-Gewinner

#### Eastern Conference
|                       | GP | W  | L  | OTL | SOL | GF  | GA  | Pts |
| --------------------- | -- | -- | -- | --- | --- | --- | --- | --- |
| Edmonton Oil Kings    | 72 | 51 | 15 | 2   | 4   | 278 | 155 | 108 |
| Saskatoon Blades      | 72 | 44 | 22 | 2   | 4   | 280 | 221 | 94  |
| Calgary Hitmen        | 72 | 46 | 21 | 1   | 4   | 266 | 204 | 97  |
| Red Deer Rebels       | 72 | 39 | 26 | 5   | 2   | 208 | 204 | 85  |
| Prince Albert Raiders | 72 | 37 | 28 | 3   | 4   | 234 | 233 | 81  |
| Swift Current Broncos | 72 | 36 | 29 | 3   | 4   | 206 | 193 | 79  |
| Medicine Hat Tigers   | 72 | 36 | 33 | 2   | 1   | 243 | 244 | 75  |
| Kootenay Ice          | 72 | 35 | 35 | 2   | 0   | 203 | 221 | 72  |
| Lethbridge Hurricanes | 72 | 28 | 34 | 3   | 7   | 212 | 253 | 66  |
| Moose Jaw Warriors    | 72 | 25 | 36 | 4   | 7   | 182 | 249 | 61  |
| Regina Pats           | 72 | 25 | 38 | 4   | 5   | 193 | 269 | 59  |
| Brandon Wheat Kings   | 72 | 24 | 40 | 4   | 4   | 189 | 284 | 56  |

#### Western Conference
|                       | GP | W  | L  | OTL | SOL | GF  | GA  | Pts |
| --------------------- | -- | -- | -- | --- | --- | --- | --- | --- |
| Portland Winterhawks  | 72 | 57 | 12 | 1   | 2   | 334 | 169 | 117 |
| Kelowna Rockets       | 72 | 52 | 16 | 3   | 1   | 309 | 178 | 108 |
| Kamloops Blazers      | 72 | 47 | 20 | 2   | 3   | 261 | 180 | 99  |
| Spokane Chiefs        | 72 | 44 | 26 | 2   | 0   | 269 | 230 | 90  |
| Tri-City Americans    | 72 | 40 | 27 | 2   | 3   | 246 | 227 | 85  |
| Victoria Royals       | 72 | 35 | 30 | 2   | 5   | 223 | 252 | 77  |
| Seattle Thunderbirds  | 72 | 24 | 38 | 7   | 3   | 210 | 286 | 58  |
| Everett Silvertips    | 72 | 25 | 40 | 3   | 4   | 172 | 268 | 57  |
| Prince George Cougars | 72 | 21 | 43 | 2   | 6   | 177 | 273 | 50  |
| Vancouver Giants      | 72 | 21 | 49 | 2   | 0   | 197 | 299 | 44  |

### Beste Scorer
Abkürzungen: GP = Spiele, G = Tore, A = Assists, Pts = Punkte, PIM = Strafminuten; Fett: Saisonbestwert
| Spieler           | Team                 | GP | G  | A  | Pts | PIM |
| ----------------- | -------------------- | -- | -- | -- | --- | --- |
| Brendan Leipsic   | Portland Winterhawks | 68 | 49 | 71 | 120 | 103 |
| Nic Petan         | Portland Winterhawks | 71 | 46 | 74 | 120 | 43  |
| Ty Rattie         | Portland Winterhawks | 62 | 48 | 62 | 110 | 27  |
| Justin Feser      | Tri-City Americans   | 72 | 44 | 62 | 106 | 57  |
| Colin Smith       | Kamloops Blazers     | 72 | 41 | 65 | 106 | 72  |
| Myles Bell        | Kelowna Rockets      | 69 | 38 | 55 | 93  | 68  |
| Michael St. Croix | Edmonton Oil Kings   | 72 | 37 | 55 | 92  | 36  |
| Curtis Valk       | Medicine Hat Tigers  | 71 | 46 | 45 | 91  | 54  |
| Tim Bozon         | Kamloops Blazers     | 69 | 36 | 55 | 91  | 58  |
| Cody Sylvester    | Calgary Hitmen       | 68 | 41 | 49 | 90  | 49  |

### Beste Torhüter
Abkürzungen: GP = Spiele, TOI = Eiszeit (in Minuten), W = Siege, L = Niederlagen, OTL = Overtime/Shootout-Niederlagen, GA = Gegentore, SO = Shutouts, Sv% = gehaltene Schüsse (in %), GAA = Gegentorschnitt
| Spieler         | Team                 | GP | TOI  | W  | L  | OTL | GA  | SO | Sv%  | GAA  |
| --------------- | -------------------- | -- | ---- | -- | -- | --- | --- | -- | ---- | ---- |
| Tristan Jarry   | Edmonton Oil Kings   | 27 | 1495 | 18 | 7  | 0   | 40  | 6  | 93,6 | 1,61 |
| Patrik Bartošák | Red Deer Rebels      | 55 | 3134 | 33 | 14 | 5   | 118 | 5  | 93,5 | 2,26 |
| Mac Carruth     | Portland Winterhawks | 39 | 2275 | 30 | 7  | 0   | 78  | 7  | 92,9 | 2,06 |

## Play-offs

### Play-off-Baum
|  | Conference-Viertelfinale                              | Conference-Viertelfinale | Conference-Viertelfinale |                    | Conference-Halbfinale | Conference-Halbfinale | Conference-Halbfinale |                    |                      | Conference-Finale | Conference-Finale | Conference-Finale |  |  | Ed-Chynoweth-Cup-Finale | Ed-Chynoweth-Cup-Finale | Ed-Chynoweth-Cup-Finale |
|  |                                                       |                          |                          |                    |                       |                       |                       |                    |                      |                   |                   |                   |  |  |                         |                         |                         |
|  | 1                                                     | Edmonton Oil Kings       | 4                        |                    | 1                     | Edmonton Oil Kings    | 4                     |                    |                      |                   |                   |                   |  |  |                         |                         |                         |
|  | 8                                                     | Kootenay Ice             | 1                        | 7                  | Medicine Hat Tigers   | 0                     |                       |                    |                      |                   |                   |                   |  |  |                         |                         |                         |
|  |                                                       |                          |                          |                    |                       |                       |                       |                    |                      |                   |                   |                   |  |  |                         |                         |                         |
|  | 2                                                     | Saskatoon Blades         | 0                        | Eastern Conference | Eastern Conference    | Eastern Conference    |                       |                    |                      |                   |                   |                   |  |  |                         |                         |                         |
|  | 7                                                     | Medicine Hat Tigers      | 4                        |                    |                       |                       |                       |                    |                      |                   |                   |                   |  |  |                         |                         |                         |
|  | 7                                                     | Medicine Hat Tigers      | 4                        | 1                  | Edmonton Oil Kings    | 4                     |                       |                    |                      |                   |                   |                   |  |  |                         |                         |                         |
|  |                                                       |                          |                          | 1                  | Edmonton Oil Kings    | 4                     |                       |                    |                      |                   |                   |                   |  |  |                         |                         |                         |
|  |                                                       | 3                        | Calgary Hitmen           | 3                  |                       |                       |                       |                    |                      |                   |                   |                   |  |  |                         |                         |                         |
|  | 3                                                     | 3                        | Calgary Hitmen           | 3                  | Calgary Hitmen        | 4                     |                       |                    |                      |                   |                   |                   |  |  |                         |                         |                         |
|  | 3                                                     |                          |                          |                    | Calgary Hitmen        | 4                     |                       |                    |                      |                   |                   |                   |  |  |                         |                         |                         |
|  | 6                                                     | Swift Current Broncos    | 1                        |                    |                       |                       |                       |                    |                      |                   |                   |                   |  |  |                         |                         |                         |
|  |                                                       |                          |                          |                    |                       |                       |                       |                    |                      |                   |                   |                   |  |  |                         |                         |                         |
|  | 4                                                     | Red Deer Rebels          | 4                        | 3                  | Calgary Hitmen        | 4                     |                       |                    |                      |                   |                   |                   |  |  |                         |                         |                         |
|  | 5                                                     | Prince Albert Raiders    | 0                        | 4                  | Red Deer Rebels       | 1                     |                       |                    |                      |                   |                   |                   |  |  |                         |                         |                         |
|  | 5                                                     | Prince Albert Raiders    | 0                        | 4                  | Red Deer Rebels       | 1                     | 1                     | Edmonton Oil Kings | 2                    |                   |                   |                   |  |  |                         |                         |                         |
|  | (Die Teams werden nach der ersten Runde neu gesetzt.) |                          |                          |                    |                       |                       | 1                     | Edmonton Oil Kings | 2                    |                   |                   |                   |  |  |                         |                         |                         |
|  |                                                       | 1                        | Portland Winterhawks     | 4                  |                       |                       |                       |                    |                      |                   |                   |                   |  |  |                         |                         |                         |
|  | 1                                                     | 1                        | Portland Winterhawks     | 4                  | Portland Winterhawks  | 4                     |                       | 1                  | Portland Winterhawks | 4                 |                   |                   |  |  |                         |                         |                         |
|  | 1                                                     |                          |                          |                    | Portland Winterhawks  | 4                     |                       | 1                  | Portland Winterhawks | 4                 |                   |                   |  |  |                         |                         |                         |
|  | 8                                                     | Everett Silvertips       | 2                        | 4                  | Spokane Chiefs        | 0                     |                       |                    |                      |                   |                   |                   |  |  |                         |                         |                         |
|  |                                                       |                          |                          |                    |                       |                       |                       |                    |                      |                   |                   |                   |  |  |                         |                         |                         |
|  | 2                                                     | Kelowna Rockets          | 4                        |                    |                       |                       |                       |                    |                      |                   |                   |                   |  |  |                         |                         |                         |
|  | 7                                                     | Seattle Thunderbirds     | 3                        |                    |                       |                       |                       |                    |                      |                   |                   |                   |  |  |                         |                         |                         |
|  | 7                                                     | Seattle Thunderbirds     | 3                        | 1                  | Portland Winterhawks  | 4                     |                       |                    |                      |                   |                   |                   |  |  |                         |                         |                         |
|  |                                                       |                          |                          | 1                  | Portland Winterhawks  | 4                     |                       |                    |                      |                   |                   |                   |  |  |                         |                         |                         |
|  |                                                       | 3                        | Kamloops Blazers         | 1                  |                       |                       |                       |                    |                      |                   |                   |                   |  |  |                         |                         |                         |
|  | 3                                                     | 3                        | Kamloops Blazers         | 1                  | Kamloops Blazers      | 4                     |                       |                    |                      |                   |                   |                   |  |  |                         |                         |                         |
|  | 3                                                     |                          |                          |                    | Kamloops Blazers      | 4                     |                       |                    |                      |                   |                   |                   |  |  |                         |                         |                         |
|  | 6                                                     | Victoria Royals          | 2                        | Western Conference | Western Conference    | Western Conference    |                       |                    |                      |                   |                   |                   |  |  |                         |                         |                         |
|  |                                                       |                          |                          |                    |                       |                       |                       |                    |                      |                   |                   |                   |  |  |                         |                         |                         |
|  | 4                                                     | Spokane Chiefs           | 4                        | 2                  | Kelowna Rockets       | 0                     |                       |                    |                      |                   |                   |                   |  |  |                         |                         |                         |
|  | 5                                                     | Tri-City Americans       | 1                        | 3                  | Kamloops Blazers      | 4                     |                       |                    |                      |                   |                   |                   |  |  |                         |                         |                         |

### Ed-Chynoweth-Cup-Finale

#### (1) Portland Winterhawks – (1) Edmonton Oil Kings
| 3. Mai 2013 19:00 Uhr (Ortszeit) | Portland Winterhawks Taylor Leier (43:00) | 1:4 (0:1, 0:1, 1:2) Spielbericht Stand: 0:1 | Edmonton Oil Kings Dylan Wruck (2:03) Henrik Samuelsson (31:17) Henrik Samuelsson (43:47) Curtis Lazar (50:03) | Rose Garden, Portland, Oregon Zuschauer: 10.097 |

| 4. Mai 2013 19:00 Uhr | Portland Winterhawks Ty Rattie (9:09) Brendan Leipsic (37:20) Oliver Bjorkstrand (38:45) | 3:0 (1:0, 2:0, 0:0) Spielbericht Stand: 1:1 | Edmonton Oil Kings | Rose Garden, Portland, Oregon Zuschauer: 10.947 |

| 7. Mai 2013 19:00 Uhr | Edmonton Oil Kings Michael St. Croix (29:13) | 1:3 (0:3, 1:0, 0:0) Spielbericht Stand: 1:2 | Portland Winterhawks Taylor Leier (4:39) Ty Rattie (8:14) Oliver Bjorkstrand (15:48) | Rexall Place, Edmonton, Alberta Zuschauer: 8.513 |

| 8. Mai 2013 19:00 Uhr | Edmonton Oil Kings Mitchell Moroz (44:45) | 1:2 (0:1, 0:1, 1:0) Spielbericht Stand: 1:3 | Portland Winterhawks Brendan Leipsic (17:13) Troy Rutkowski (29:54) | Rexall Place, Edmonton, Alberta Zuschauer: 8.400 |

| 10. Mai 2013 19:00 Uhr | Portland Winterhawks Joey Baker (0:15) Brendan Leipsic (54:05) | 2:3 (1:1, 0:0, 1:1, 0:1) Spielbericht Stand: 3:2 | Edmonton Oil Kings Michael St. Croix (10:14) Michael St. Croix (47:01) Michael St. Croix (67:24) | Rose Garden, Portland, Oregon Zuschauer: 10.947 |

| 12. Mai 2013 16:00 Uhr | Edmonton Oil Kings Travis Ewanyk (1:04) | 1:5 (1:2, 0:2, 0:1) Spielbericht Stand: 2:4 | Portland Winterhawks Ty Rattie (4:28) Ty Rattie (7:15) Oliver Bjorkstrand (23:54) Ty Rattie (33:25) Taylor Leier (59:21) | Rexall Place, Edmonton, Alberta Zuschauer: 7.449 |

### Ed-Chynoweth-Cup-Sieger
| Ed-Chynoweth-Cup-Sieger Portland Winterhawks | Torhüter: Brendan Burke, Mac Carruth Verteidiger: Josh Hanson, Seth Jones, Shaun MacPherson, Derrick Pouliot, Troy Rutkowski, Kirill Worobjow, Tyler Wotherspoon Angreifer: Joey Baker, Paul Bittner, Oliver Bjorkstrand, Adam De Champlain, Keegan Iverson, Preston Kopeck, Taylor Leier, Brendan Leipsic, Chase De Leo, Joe Mahon, Nic Petan, Taylor Peters, Ty Rattie, Dominic Turgeon Cheftrainer und General Manager: Mike Johnston |

### Beste Scorer
Abkürzungen: GP = Spiele, G = Tore, A = Assists, Pts = Punkte, PIM = Strafminuten; Fett: Saisonbestwert
| Spieler            | Team     | GP | G  | A  | Pts | PIM |
| ------------------ | -------- | -- | -- | -- | --- | --- |
| Ty Rattie          | Portland | 21 | 20 | 16 | 36  | 17  |
| Nic Petan          | Portland | 21 | 9  | 19 | 28  | 16  |
| Michael St. Croix  | Edmonton | 22 | 13 | 13 | 26  | 14  |
| Brendan Leipsic    | Portland | 21 | 10 | 14 | 24  | 41  |
| JC Lipon           | Kamloops | 15 | 6  | 17 | 23  | 20  |
| Stephane Legault   | Edmonton | 22 | 6  | 16 | 22  | 10  |
| Brendan Ranford    | Kamloops | 15 | 5  | 15 | 20  | 0   |
| Derrick Pouliot    | Portland | 21 | 4  | 16 | 20  | 12  |
| Henrik Samuelsson  | Edmonton | 22 | 11 | 8  | 19  | 43  |
| Oliver Bjorkstrand | Portland | 21 | 8  | 11 | 19  | 5   |

### Beste Torhüter
Abkürzungen: GP = Spiele, TOI = Eiszeit (in Minuten), W = Siege, L = Niederlagen, OTL = Overtime/Shootout-Niederlagen, GA = Gegentore, SO = Shutouts, Sv% = gehaltene Schüsse (in %), GAA = Gegentorschnitt
| Spieler         | Team         | GP | TOI  | W  | L | GA | SO | Sv%  | GAA  |
| --------------- | ------------ | -- | ---- | -- | - | -- | -- | ---- | ---- |
| Cam Lanigan     | Medicine Hat | 8  | 440  | 4  | 4 | 17 | 1  | 94,4 | 2,32 |
| Patrik Bartošák | Red Deer     | 9  | 548  | 5  | 3 | 18 | 1  | 94,1 | 1,97 |
| Mac Carruth     | Portland     | 21 | 1254 | 16 | 4 | 34 | 5  | 93,7 | 1,63 |

## Auszeichnungen

### All-Star-Teams

#### Eastern Conference
| First All-Star-Team |                                              |
| Angriff:            | Adam Lowry – Michael St. Croix – Curtis Valk |
| Verteidigung:       | Morgan Rielly – Darren Dietz                 |
| Tor:                | Patrik Bartošák                              |

| Second All-Star-Team |                                                  |
| Angriff:             | Hunter Shinkaruk – Sam Reinhart – Cody Sylvester |
| Verteidigung:        | Alex Roach – Keegan Lowe                         |
| Tor:                 | Laurent Brossoit                                 |

#### Western Conference
| First All-Star-Team |                                        |
| Angriff:            | Justin Feser – Colin Smith – Nic Petan |
| Verteidigung:       | Brenden Kichton – Seth Jones           |
| Tor:                | Mac Carruth                            |

| Second All-Star-Team |                                          |
| Angriff:             | Myles Bell – Brendan Leipsic – Ty Rattie |
| Verteidigung:        | Troy Rutkowski – Tyler Wotherspoon       |
| Tor:                 | Jordon Cooke                             |

### Vergebene Trophäen
| Auszeichnung                      | Auszeichnung                 | Team                  |
| --------------------------------- | ---------------------------- | --------------------- |
| Ed Chynoweth Cup                  | Ed Chynoweth Cup             | Portland Winterhawks  |
| Scotty Munro Memorial Trophy      | Scotty Munro Memorial Trophy | Portland Winterhawks  |
| Auszeichnung                      | Spieler                      | Team                  |
| Four Broncos Memorial Trophy      | Adam Lowry                   | Swift Current Broncos |
| Bob Clarke Trophy                 | Brendan Leipsic Nic Petan    | Portland Winterhawks  |
| Bill Hunter Memorial Trophy       | Brenden Kichton              | Spokane Chiefs        |
| Jim Piggott Memorial Trophy       | Seth Jones                   | Portland Winterhawks  |
| Del Wilson Trophy                 | Patrik Bartošák              | Red Deer Rebels       |
| WHL Plus-Minus Award              | Nic Petan                    | Portland Winterhawks  |
| Brad Hornung Trophy               | Dylan Wruck                  | Edmonton Oil Kings    |
| Daryl K. (Doc) Seaman Trophy      | Josh Morrissey               | Prince Albert Raiders |
| Dunc McCallum Memorial Trophy     | Ryan McGill                  | Kootenay Ice          |
| Lloyd Saunders Memorial Trophy    | Bob Green                    | Edmonton Oil Kings    |
| Doug Wickenheiser Memorial Trophy | Cody Sylvester               | Calgary Hitmen        |
| WHL Playoff MVP                   | Ty Rattie                    | Portland Winterhawks  |